# (6342) 1993 VG
1993 في جي (ويعرف أيضًا باسم (6342) 1993 في جي وفق تسمية الكوكب الصغير) (بالإنجليزية: 1993 VG)‏ هو كويكب ضمن حزام الكويكبات؛ وترتيبه 6342 من حيث الاكتشاف.
اكتُشف هذا الجُرم الفلكي بواسطة هيروشي كانيدا في 7 نوفمبر 1993.

## وصلات خارجية
- (6342) 1993 VG في قاعدة بيانات مختبر الدفع النفاث لأجرام النظام الشمسي الصغيرة

- الاكتشاف · مخطط المدار ·  العناصر المدارية · المعلمات المادية

- (6342) 1993 VG على موقع ويكي سكاي: DSS2, SDSS, GALEX, IRAS, Hydrogen α, X-Ray, Astrophoto, Sky Map, Articles and images